# Хачо Мисакян
Хачо Мисакян е български радиожурналист, тонрежисьор и композитор от арменски произход.

## Биография
Хачо Мисакян е роден на 28 май 1939 г. във Варна. Рожденото му име е Хмаяк амира Мисакян. След гимназията става моряк в подводния флот, а след това започва работа в корабостроителния завод в родния си град. На третата година като елмонтьор е приет в Музикалната академия без да има средно музикално, а след завършването ѝ започва работа като тонрежисьор в Радио Варна. Има 6 специализации в странство за саундинженер и е един от четиримата музикални тонрежисьори в България.
След 6 години се премества да живее в Шумен по собствено желание и става от основателите на радио Шумен. Завеждащ Музикалната редакция на радиото. След 3 години завършва и радиожурналистика (задочно) и е приет в Съюза на българските журналисти. Със своите предавания бързо става известен в Североизточна България, а със своите песни той става популярен сред младежта. Четирикратен носител е на Наградата на Шумен, лауреат е и на наградата на Херсон. Първата му песен, „Освободители“, става мелодия на месец март на Радио София през 1978 г. Много от песните му са публикувани в централния и местен печат.
След 12 години в Шумен Хачо се връща във Варна и отново е на работа в радиото. Автор е на идеята за текста и музиката на „Оттука започва България“, песен, която след 20 години става химн на Шумен след решението на общинския съвет на 7 април 2000 г. Любопитна подробност е че най-напред е написан припевът - за 5 минути, а след три часа авторът на текста Антонин Горчев му носи и трите куплета, на които първите стихове са написани от Хачо Мисакян, а идеята му е да бъде създадена песен за 1300-годишнината на България.
След пенсионирането си не се занимава с писането на песни, а става обущар. Веригата от 2 ателиета „Ателие Джема – Обущарят“ е много популярна не само в града. Носи потомствената благородническа титла „амира“нахарар (пълководец) на цар Сеникарем Втори от Васпураган (Малка Армения) и е написал историята на рода Мисакян от Ани, която датира от 1021 г.